# モスクワ・ソロイスツ
モスクワ・ソロイスツ（ロシア語: Солисты Москвы; 英語: Moscow Soloists）は、ロシア・モスクワを本拠地とする弦楽アンサンブルである。

## 沿革
ソ連時代の1986年にヴィオラ奏者ユーリ・バシュメットにより結成され、ソ連を代表するアンサンブルとして活動していた。しかし内部の意見相違のため、1992年にバシュメットにより改めて「新モスクワ・ソロイスツ」が設立され、以来国内での活動のほか、日本を始めとした世界ツアーも行っている。
レコーディングは、チャイコフスキーのセレナードやショスタコーヴィチの室内交響曲、シュニトケの作品集などがある。また、武満徹や林光などの日本の作曲家もとりあげた。

## その他
- ジャパンアーツの紹介